# Xistorra
La xistorra (del basc txistor, llonganissa) és un embotit de color vermell, fet amb mescla de carns picades o trossejades de porc o de porc i boví, cansalada o greix de porc, sal, pebre vermell i all. S'acostuma a embotir en una tripa de xai. El nom xoriço fa referència a la xistorra abans de torrar-lo.
El procés de preparació comença per la condimentació de la carn, mentre es va amassant. Després de 24 hores de repòs en una cambra refrigeradora, s'emboteix el contingut dins de la tripa. Es deixa orejar a temperatura ambient una hora i es deixa assecar a 12 °C, amb una humitat relativa al voltant del 76%. El temps que triga a assecar-se acostuma a ser curt, de dos o tres dies, ja que aquest embotit es consumeix molt fresc i, gairebé sempre, fregit o a la brasa.